# Church Leigh
Church Leigh – wieś w Anglii, w hrabstwie Staffordshire, w dystrykcie East Staffordshire. Leży 17 km na północny wschód od miasta Stafford i 201 km na północny zachód od Londynu. Miejscowość liczy 906 mieszkańców.